# Bilbil jednobarwny
Bilbil jednobarwny (Pycnonotus brunneus) – gatunek małego azjatyckiego ptaka z rodziny bilbili (Pycnonotidae).
PodgatunkiWyróżniono dwa podgatunki P. brunneus:
- P. brunneus brunneus – Półwysep Malajski, Sumatra, Borneo i pobliskie wyspy.
- P. brunneus zapolius – Wyspy Anambas.

WystępowanieWystępuje w Brunei, Indonezji, Malezji, skrajnie południowej Mjanmie, Singapurze i południowej Tajlandii.
Jego naturalnym środowiskiem występowania są tropikalne i subtropikalne zarośla i lasy nizin.
RozmiaryDługość ciała 19 cm; masa ciała 20–37 g.
StatusMiędzynarodowa Unia Ochrony Przyrody (IUCN) uznaje bilbila jednobarwnego za gatunek najmniejszej troski (LC, least concern) nieprzerwanie od 1988 roku. Liczebność populacji nie jest dokładnie znana, aczkolwiek ptak ten opisywany jest jako dość pospolity. Trend liczebności populacji uznaje się za spadkowy.